# Piękni i Młodzi
Piękni i Młodzi – polski zespół muzyczny grający muzykę z pogranicza disco polo, dance euro disco, założony w 2010 przez Magdalenę i Dawida Narożnych oraz Daniela Wilczewskiego.

## Historia zespołu
Zespół został założony w 2010 pod nazwą Technology przez Magdalenę Wolińską i Dawida Narożnego. Wokaliści po dołączeniu Daniela Wilczewskiego w 2012 zmienili nazwę na Piękni i Młodzi, którą zaproponował Narożny. Na początku koncertowali na przyjęciach weselnych. W lipcu 2013 opublikowali teledysk do piosenki „Niewiara”, który odnotował wielomilionowe wyświetlenia w serwisie YouTube, zaś sam utwór uzyskał tytuł hitu 2013 w plebiscycie zorganizowanym przez internetowe radio Disco Polo Party i stację telewizyjną TV.Disco. W listopadzie tego samego roku muzycy opublikowali teledysk do utworu „Kocham się w tobie”, który również osiągnął sukces i odnotował kilkadziesiąt milionów wyświetleń na YouTube. Internauci doszukiwali się podobieństwa piosenki do utworu „Karaoke” rosyjskiego zespołu Band’Eros.
W 2014 zostali finalistami siódmej edycji programu Must Be the Music. Tylko muzyka na Polsacie. Po udziale w programie wydali cyfrowo swój debiutancki album studyjny pt. Niewiara. We wrześniu opublikowali teledysk do utworu „Ona jest taka cudowna”, który stał się ich kolejnym przebojem i odnotował kilkadziesiąt milionów wyświetleń na YouTube.
W czerwcu 2015 zdjęcie Narożnej znalazło się na okładce lipcowego wydania magazynu „CKM”. Pod koniec roku zespół wystąpił na festiwalu II Łódź Disco Fest. W 2016 z utworem „Na serca dnie” zgłosili się do krajowych eliminacji do 61. Konkursu Piosenki Eurowizji, ale TVP nie zakwalifikowała ich do finału programu. W marcu wydali album Niewiara w wersji fizycznej. Pod koniec miesiąca Narożna poinformowała, jakoby została pobita po koncercie przez właściciela jednego z klubów na Podlasiu. W maju wyemitowany został 438. odcinek talk-show Kuba Wojewódzki z udziałem członków zespołu.
21 czerwca 2019 Narożni poinformowali o swoim rozwodzie, przy czym zapewnili, że rozpad ich małżeństwa nie będzie miał wpływu na działalność zespołu. 2 stycznia 2020 z zespołu w atmosferze skandalu wykluczono Dawida Narożnego, którego miejsce zajął Daniel Biczak. W 2021 Narożna uczestniczyła w 14. edycji programu rozrywkowego Polsatu Twoja twarz brzmi znajomo.
W lutym 2023 roku Dawid Narożny poinformował o założeniu własnego zespołu o nazwie Piękni i Młodzi w składzie z żoną Joanną Narożną jako DJ-ką oraz Elżbietą Kliś jako wokalistką i skrzypaczką. Narożny wyjaśnił iż prawo do używania nazwy Piękni i Młodzi przysługuje każdemu z członków oryginalnego składu. Od tego momentu dla odróżnienia obydwu zespołów do nazwy Piękni i Młodzi dopisane są nazwiska liderów składów tj. Piękni i Młodzi Magdalena Narożna oraz Piękni i Młodzi Dawid Narożny. W grudniu 2023 Elżbieta Kliś, wokalistka zespołu Piękni i Młodzi Dawid Narożny przekazała informację o zakończeniu współpracy z zespołem i rozpoczęciu kariery solowej, a jej miejsce zajęła Dominika Turek-Dmitriev, która występowała z zespołem krótko.

## Skład

### Piękni i Młodzi Magdalena Narożna
- Magdalena Narożna (od 2010)[26]
- Daniel Wilczewski (od 2012)
- Daniel Biczak (od 2016)

### Piękni i Młodzi Dawid Narożny
- Dawid Narożny (od lutego 2023)
- Joanna Narożna (od lutego 2023)

### Byli członkowie Piękni Młodzi Dawid Narożny
- Elżbieta Kliś
- Jonasz Wróbel

### Były członek Piękni i Młodzi Magdalena Narożna
- Marcin Lichocki (2015–2016)

## Dyskografia
Albumy
| Rok  | Album                                                                                        | Pozycja na liście |
| Rok  | Album                                                                                        | POL               |
| ---- | -------------------------------------------------------------------------------------------- | ----------------- |
| 2016 | Niewiara - Data: 18 marca 2016 - Wydawca: Vanila Records                                     | 30                |
| 2017 | Tak już bez ciebie - Data: 9 czerwca 2017 - Wydawca: Vanila Records                          | 16                |
| 2024 | Maju maj (jako PiM Magdalena Narożna) - Data: 18 października 2024 - Wydawca: Vanila Records | –                 |

Single
| Rok                                                                 | Tytuł                                                        | Pozycja na liście | Pozycja na liście | Pozycja na liście     | Pozycja na liście | Certyfikat ZPAV       | Album              |
| Rok                                                                 | Tytuł                                                        | POL (streaming)   | POL (airplay)     | POL (airplay nowości) | POL Dance         | Certyfikat ZPAV       | Album              |
| ------------------------------------------------------------------- | ------------------------------------------------------------ | ----------------- | ----------------- | --------------------- | ----------------- | --------------------- | ------------------ |
| 2014                                                                | „Ona jest taka cudowna”                                      | X                 | –                 | –                     | 30                |                       | Tak już bez ciebie |
| 2015                                                                | „Wyśmienicie” (oraz Playboys)                                | X                 | –                 | –                     | 27                | - 4× platynowa płyta  | Tak już bez ciebie |
| 2015                                                                | „Jedno słowo”                                                | X                 | –                 | –                     | 22                | - diamentowa płyta    | Tak już bez ciebie |
| 2015                                                                | „To nasze święta”                                            | X                 | –                 | –                     | –                 | - platynowa płyta     | Tak już bez ciebie |
| 2016                                                                | „Tak już bez ciebie”                                         | X                 | 60                | 3                     | 23                | - 4× platynowa płyta  | Tak już bez ciebie |
| 2016                                                                | „Zastanawiam się”                                            | X                 | –                 | –                     | 16                | - 2× platynowa płyta  | Tak już bez ciebie |
| 2017                                                                | „Przeznaczeni”                                               | X                 | –                 | –                     | –                 | - złota płyta         |                    |
| 2018                                                                | „Długa noc”                                                  | X                 | –                 | –                     | X                 | - 2× platynowa płyta  |                    |
| 2018                                                                | „Nie mów że”                                                 | X                 | –                 | –                     | X                 | - złota płyta         |                    |
| 2019                                                                | „Wirują światła”                                             | X                 | –                 | –                     | X                 | - złota płyta         |                    |
| 2020                                                                | „Bez siebie”                                                 | X                 | –                 | –                     | X                 | - złota płyta         | Maju maj           |
| 2020                                                                | „Nowa ja”                                                    | X                 | –                 | –                     | X                 | - złota płyta         | Maju maj           |
| 2021                                                                | „Jak w bajce (Ti amo)” (jako PiM Magdalena Narożna)          | X                 | –                 | –                     | X                 | - diamentowa płyta    | Maju maj           |
| 2022                                                                | „Coraz bliżej” (jako PiM Magdalena Narożna)                  | X                 | –                 | –                     | X                 | - 4× platynowa płyta  | Maju maj           |
| 2023                                                                | „Jesteś taka słodka” (jako PiM Dawid Narożny i Sobota)       | –                 | –                 | X                     | X                 | - platynowa płyta     |                    |
| 2023                                                                | „Ona działa na mnie jak” (jako PiM Dawid Narożny)            | –                 | –                 | X                     | X                 | - 2× diamentowa płyta |                    |
| 2023                                                                | „Czułe słowa (My Oh My)” (jako PiM Magdalena Narożna)        | 19                | –                 | X                     | X                 | - diamentowa płyta    | Maju maj           |
| 2023                                                                | „Walczę o ciebie” (jako PiM Magdalena Narożna oraz Playboys) | –                 | –                 | X                     | X                 | - platynowa płyta     | Maju maj           |
| 2023                                                                | „Byłe” (jako PiM Dawid Narożny i TKM)                        | –                 | –                 | X                     | X                 | - złota płyta         |                    |
| 2023                                                                | „Drama” (jako PiM Magdalena Narożna)                         | –                 | –                 | X                     | X                 | - 2× platynowa płyta  | Maju maj           |
| 2024                                                                | „Crazy (Bam bam bam)” (jako PiM Magdalena Narożna)           | –                 | –                 | X                     | X                 | - złota płyta         | Maju maj           |
| „–” singel nie był notowany „X” lista nie istniała w danym okresie. |                                                              |                   |                   |                       |                   |                       |                    |